# Boogbrug

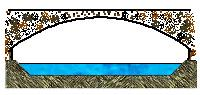
Het principe van een zuivere boogbrug

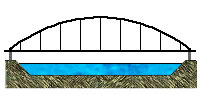
Het principe van een Boogbrug met trekband

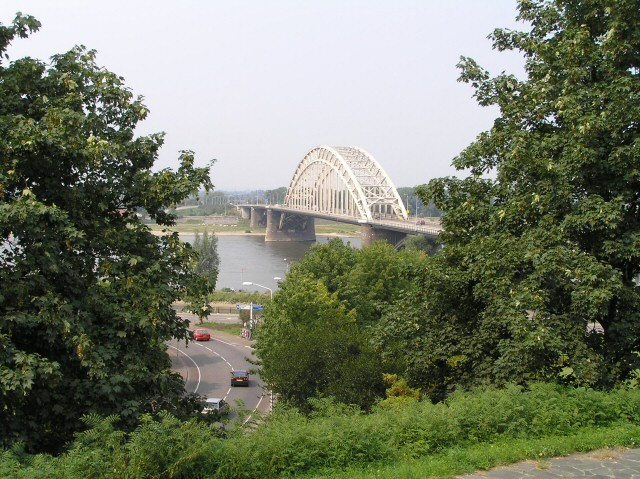
De Waalbrug (1936) bij Nijmegen

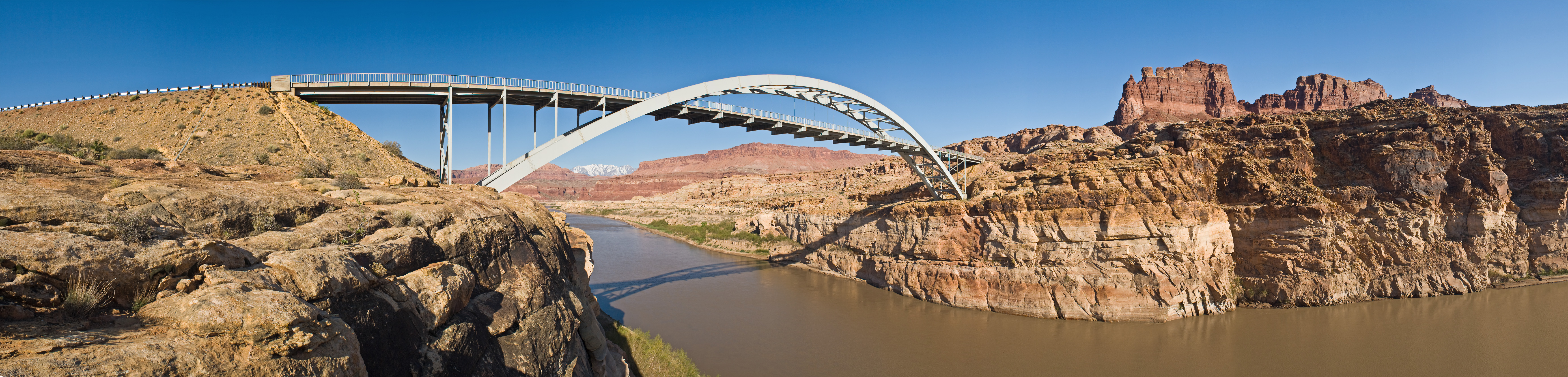
Moderne boogbrug over de Colorado bij Hite, ten zuiden van Canyonlands in de Verenigde Staten

De boogbrug (als stenen variant soms welfbrug) is het oudste niet-triviale ontwerp voor een brug, bedacht in Mesopotamië en verfijnd door de oude Grieken en Romeinen. Eerst werd er slechts één bouwmateriaal gebruikt, steen. De Romeinen hebben het ontwerp ook veelvuldig toegepast voor hun aquaducten. Zij gebruikten een soort cement om de stenen beter op elkaar te laten aansluiten. Een stenen boogbrug wordt wel een welfbrug genoemd.
Moderne boogbruggen worden zowel van staal als van beton gebouwd. Ook gelamineerd hout wordt wel toegepast.

## Werking
De werking berust op het feit dat in een gelijkmatig belaste boog uitsluitend drukkrachten optreden. In de praktijk zal dit overigens nooit zo zijn en treden ook momenten op. Deze momenten, die normaal gezien trekspanningen veroorzaken, blijven echter relatief klein. Dankzij de veel grotere drukkracht zal er uiteindelijk geen trekspanning ontstaan in de boog. Dit is een welkome eigenschap wanneer materialen gebruikt worden die uitsluitend goed zijn in het opvangen van druk. De boogbrug is daarom lang het populairste ontwerp geweest voor overspanningen van middelmatige lengte. De drukkracht is daarbij de belangrijkste parameter, die bij het ontwerpen de dikte van de boog bepaalt.

## Versies
Er zijn verschillende typen boogbruggen:
- De "zuivere" boogbrug: het rijdek ligt over het algemeen boven de boog. Via drukkrachten in de brugconstructie wordt het gewicht van de brug afgeleid naar de boog, wat resulteert in zowel horizontale als verticale krachten op de fundering.
- De boogbrug met trekband: dit type wordt het meest toegepast bij grotere overspanningen. De boog ligt over het algemeen (maar niet noodzakelijk) boven het rijdek. Het gewicht van het rijdek en het verkeer wordt via trekkracht in de verticale staven via de boog afgeleid naar de fundering. Door een horizontale trekband aan te brengen tussen de uiteinden van de boog worden de horizontale spatkrachten op de landhoofden opgeheven, waardoor de fundering alleen verticale krachten te verwerken krijgt. Het rijdek zelf fungeert vaak als trekband.

### Ligger/boog
Bij de typering wat betreft ligger / boog zijn er drie soorten te onderscheiden:
- Boogbrug met trekband waarbij de boog stijf is en de ligger slank, bijv. de Kuilenburgse spoorbrug;
- Verstijfde Staafboogbrug/Langerse brug, waarbij de boog slank is en de ligger stijf, bijvoorbeeld de Schalkwijkse spoorbrug;
- Lohse-boogbrug waarbij zowel de boog als de ligger stijf zijn, vernoemd naar Hermann Lohse (1815–1893) die dit type eind 19e eeuw ontwikkelde.

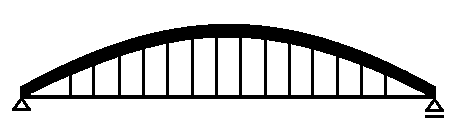
Boogbrug met trekband
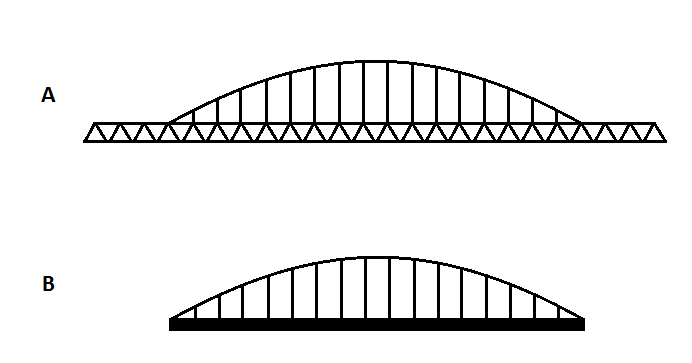
Langer boogbrug
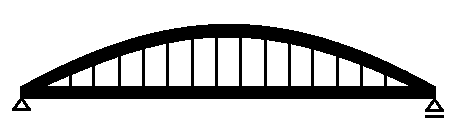
Lohse boogbrug

### Boog

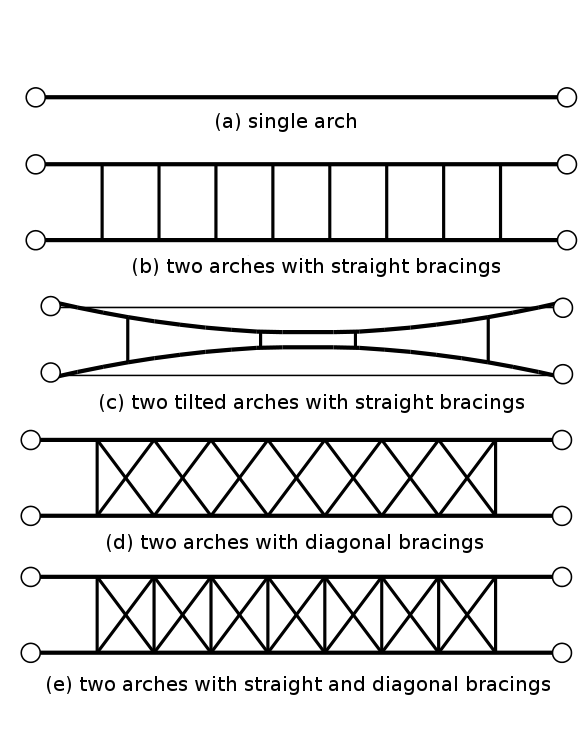
Verschillende typen bogen (bovenaanzicht)

Vaak zijn er per overspanning twee bogen, aan weerszijden van het rijdek. Soms zijn er vier, zoals bij de Waalbrug bij Nijmegen. Meestal zijn die bogen op vele plaatsen met elkaar verbonden. Soms is er maar één boog, zoals bij de Svinesundbrug of bij De Oversteek (in het laatste geval zich splitsend aan de uiteinden).

### Hangers
Bij de typering wat betreft hangers zijn er 3 soorten te onderscheiden:
- Boogbrug met trekband met verticale hangers
- Nielsenboogbrug met diagonale hangers die maximaal één andere hanger kruisen. Gepatenteerd door de Zweed Octavius F. Nielsen in 1926.
- Netwerkboogbrug met diagonale hangers die elkaar meerdere keren kruisen, ontwikkeld door Noor Per Tveit aan het eind van de jaren 50.[2]

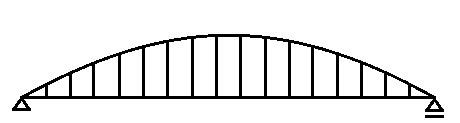
Boogbrug met trekband met verticale hangers
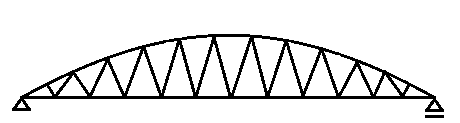
Nielsenboogbrug met diagonale hangers
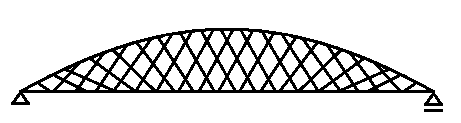
Netwerkboogbrug

## Bekende boogbruggen

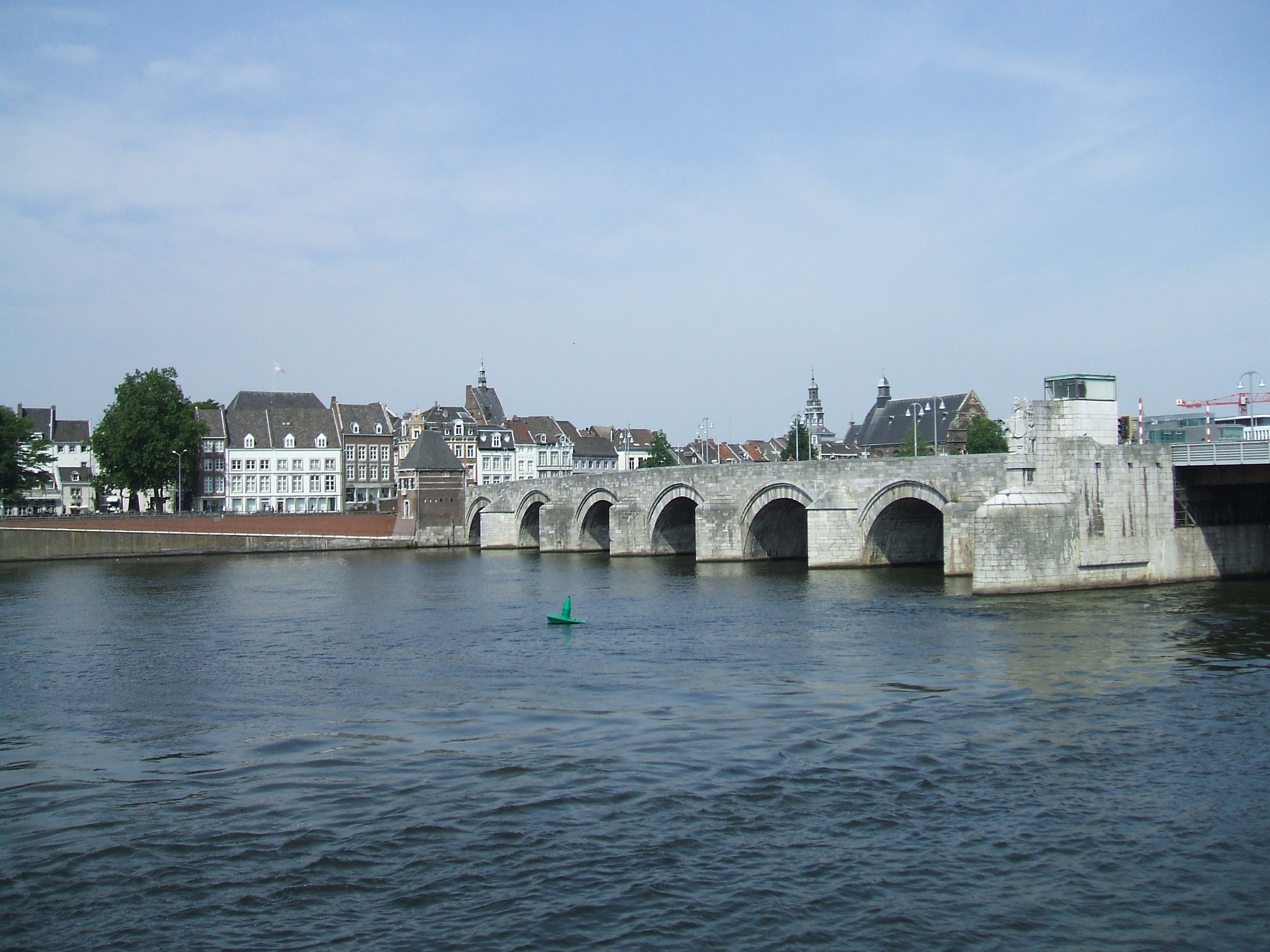
Sint Servaasbrug

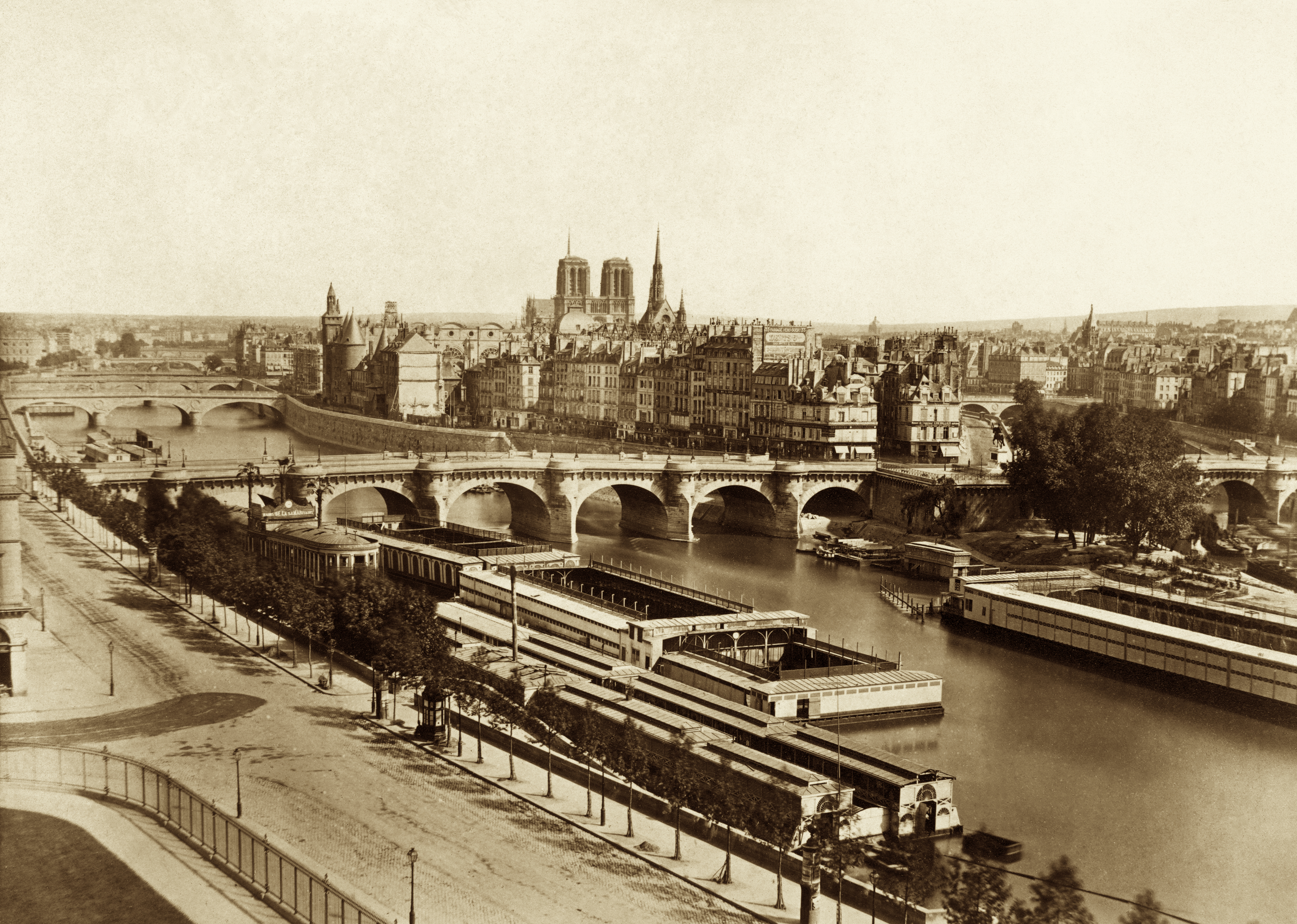
Pont Neuf, ca. 1860

Enkele bekende boogbruggen zijn:
| - Sint Servaasbrug in Maastricht - Romeinse brug bij Limyra - Pont Neuf in Parijs - Karelsbrug in Praag - Adolfsbrug in Luxemburg - Ponte Vecchio in Florence - Si-o-se Pol in Isfahan - Anjibrug in de Volksrepubliek China, gebouwd tussen 595-605 na Chr. - Brug der Zuchten in Venetië | - Sydney Harbour Bridge - Van Brienenoordbruggen in Rotterdam - Oude IJsselbrug in Zwolle - Lekbrug bij Vianen - Merwedebrug bij Gorinchem - Waalbrug in Nijmegen - Demka-spoorbrug en Werkspoorbrug over het Amsterdam-Rijnkanaal in Utrecht - John Frostbrug in Arnhem - Walfridusbrug in Groningen |